# Pitok River
Der Pitok River ist ein etwa 153 km langer Zufluss des Queen Maud Gulf in Nunavut in Kanada.

## Flusslauf
Der Pitok River verläuft in den Regionen Kivalliq und Kitikmeot. Er hat seinen Ursprung in einem etwa 175 m hoch gelegenen namenlosen See, der 11 km nordwestlich des Armark Lake liegt sowie 130 km von der Meeresküste entfernt. Der Pitok River fließt in überwiegend nördlicher Richtung zum Queen Maud Gulf. Dabei durchfließt er die Tundralandschaft des Kanadischen Schildes. Bei Flusskilometer 5 zweigt ein größerer Mündungsarm links ab. Die Mündung des Pitok River befindet sich 8 km westlich von der des Armark River. Knapp 40 km weiter westlich liegt die Flussmündung des Perry River.
Das schätzungsweise 1400 km² große schlauchförmige Einzugsgebiet des Pitok River liegt im Vogelschutzgebiet Ahiak Migratory Bird Sanctuary.